# قسم خورغو الريفية
قسم خورغو الريفية
بالفارسية (دهستان خورگو)
هي إحدى اقسام
من الجزء الأوسط من مقاطعة بندر عباس في محافظة هرمزكان جنوب إيران .
تقع هذه القسم على بعد 60 كم شمال شرق مدينة بندر عباس وفي منطقة جبلية. إن وجود النهر نبع خورغو الحار
|و
أبغرم خورغو والمرتفعات والنباتات المناسبة والحياة البرية أعطت تأثيرات طبيعية جميلة ومثيرة للاهتمام لهذه المنطقة.
يعد الضريح (المعروف باسم زاتيفان، أي ولد من العاصفة) في قرية الداودي أحد مناطق الحج في المنطقة.
قرية خورغو هي عبارة عن مجموعة من عدة قرى مختلفة، تقع جميعها عند سفح جبل مرتفع، أسماؤها حسب موقعها من الغرب إلى الشرق:
درزجي(درژگی)-جزيجو(گژگو)-جورمونو(گورمونو)-تشاهو(چاهو)-غاش(گاش)-داوودي- شاهرو - غلستان(گلستان) - ميامي - الإبراهيمي - درجتان - مزراكو - ديمشهر - بوندار - سر غولم (سر گولم ) - آب قلمو - آب زمينو [بحاجة لمصدر]
وتمر فوق هذه القسم الريفية. الناقلة الجوية لرحلات بندر عباس المتجهة إلى طهران. وفي الأول من إبريل عام 1356هـ، الموافق 21 مارس عام 1977م، وقع زلزال بقوة 7 درجات على مقياس ريختر في قسم خورغو الريفية، أدى إلى مقتل 152 شخصاً وإصابة 556 آخرين. وتسبب هذا الزلزال في تدمير 1500 منزل وفقدان 1.3% من الماشية.